# أسروة
أسروة (الاسم العلمي: Aseroë) هو جنس من الفطريات يتبع فصيلة الفالوسية من رتبة الفالوسيات.